# サマリウム
サマリウム（英: samarium [səˈmɛəriəm]）は原子番号62の元素。元素記号は Sm。希土類元素の一つ（ランタノイドにも属す）。

## 名称
サマルスキー石から発見されたため、サマリウムと名付けられた。サマルスキー石の鉱物名は鉱物の発見者であるワシーリー・サマルスキー＝ビホヴェッツに由来しており、サマリウムは人名が元素名の由来となった初めての元素である。

## 性質
単体は灰白色の軟らかい金属であり、空気中では徐々に酸化されて表面に酸化被膜を形成する。標準状態における安定構造は三方晶系。希土類元素の中では珍しく+2価の酸化状態を取る。最も安定な酸化物はSm2O3であり、常温で常磁性を示す。ハロゲンやホウ素、酸素族元素、窒素族元素などと化合物を形成し、多くの金属元素と合金を形成する。天然に存在するサマリウムは4つの安定同位体および3つの放射性同位体からなり、128 Bq/gの放射能を有する。
他の軽ランタノイドと共にモナズ石（モナザイト）に含まれ、地殻中における存在度は40番目。主にサマリウムコバルト磁石や触媒、化学試薬として利用され、放射性同位体は放射性医薬品などにも利用される。サマリウムは人体内における生物学的な役割を持たないが、溶解性のサマリウム塩類はわずかに毒性を示す。

### 物理的性質
灰白色の軟らかい金属であり、比重は7.52、融点は1072 °C、沸点は1794 °C。サマリウムの沸点は希土類元素の中でもイッテルビウム、ユウロピウムに次いで低いため、希土類鉱石からのサマリウムの単離を容易なものとしている。常温、常圧の安定構造は三方晶系（六回対称をもった三方配列の層が、ACACBCBABのスタッキングで9層ずつ繰り返す構造）であり、これはα型と呼ばれる。731 °C以上に加熱すると六方最密充填 (hcp) となるが、この転移温度は金属の純度に依存する。さらに922 °Cまで加熱すると体心立方構造 (bcc) に転移する。40 kbarに加圧した状態で300 °Cまで加熱すると二重六方最密充填 (dhcp) となる。また、数百から数千 kbarに加圧していくことで一連の相変化を示し、特におよそ900 kbarにおいて正方晶系の相が現れる。700 °Cから400 °Cまで急激に冷却する焼戻しを行うことによって、圧力を加えることなく二重六方最密充填の相を生じさせることができる。また、蒸着によって得られるサマリウムの薄膜は周囲の状態によって六方最密充填もしくは二重六方最密充填の相を含んでいる可能性がある。
サマリウムおよびそのセスキ酸化物（三二酸化物、Sm2O3）は常温で常磁性を示す。それらに対応する有効磁気モーメントはランタン、ルテチウム（およびそれらの酸化物）に次いで希土類中3番目に低く、ボーア磁子は2 µB以下である。14.8 K以下に冷却されると反強磁性に転移する。個々のサマリウム原子はフラーレンを用いることで単離することができる。サマリウム原子はまたフラーレンにドープすることもでき、そのようなサマリウムをドープされたフラーレンは8 K以下の温度で超伝導性を示す。高温超電導物質である鉄系超伝導物質 (SrFeAsF) にサマリウムをドープさせることで超伝導転移温度を56 Kまで高めることができ、これは報告のなされた2008年11月時点では鉄系超電導物質の中で最も転移温度の高い物質であった。

### 化学的性質
サマリウムの金属表面は銀色の光沢を持つが、空気中においては室温で徐々に酸化され、150 °Cで自然発火する。特に箔や粉末状の金属サマリウムは空気中の酸素や湿気によって反応しやすいため、不活性ガス雰囲気下で保存する必要がある。
サマリウムは電気的に陽性であり、冷水とは徐々に、温水となら直ちに反応して水酸化物を形成する。
{\displaystyle {\ce {2Sm (s) + 6 H2O (l) -> 2 Sm(OH)3(aq) + 3H2 (g)}}}
サマリウムは希硫酸に容易に溶解して黄色 から薄緑色をしたSm+3イオンとなり、それは[Sm(OH2)9]3+錯体として存在している。
{\displaystyle {\ce {2Sm (s) + 3H2SO4(aq) -> 2 Sm^{3+}(aq) + 3SO4^{2-}(aq) + 3H2(g)}}}
サマリウムは希土類元素の中では珍しく+2価の酸化状態を取り、Sm2+ イオンは溶液中で赤血色を示す。安定なのは 4f5 の電子配置をとる+3価であるため+2価のイオン Sm2+ は極めて酸化されやすく、水溶液中においては水を還元して水素を発生し+3価のイオン Sm3+ へと酸化される。その標準酸化還元電位は以下のように見積もられている。
{\displaystyle {\ce {Sm^{3+}(aq){}+{\mathit {e}}^{-}=Sm^{2+}(aq)}}} {\displaystyle (E^{\circ }=-1.55V)}
一部の希土類元素の化合物は4f軌道に入っている電子数の揺らぎによって原子価揺動（Valence fluctuation、混合原子価化合物も参照）を起こすが、サマリウム化合物においても原子価揺動が見られる。特にSmB6は最も古くから知られる原子価揺動化合物である。

### 同位体
天然に存在するサマリウムは4つの安定同位体および3つの放射性同位体からなり、128 Bq/gの放射能を有する。144Sm、150Sm、152Smおよび154Smの4つがその安定同位体であり、3つの放射性同位体の半減期はそれぞれ147Sm（半減期 = 1.06×1011年）、148Sm（7×1015年）、149Sm（2×1015年）と非常に長い。天然存在比の最も大きな同位体は26.75%を占める152Smである。149Smは様々な資料で安定同位体であるとも、放射性同位体であるとも される。
長寿命な放射性同位体である146Sm、147Smおよび148Smは、主にアルファ崩壊によってネオジムの同位体に崩壊する。それらよりも軽い放射性同位体は主に電子捕獲によってプロメチウムの同位体に崩壊し、より重いものはベータ崩壊によってユウロピウムの同位体に崩壊する。
147Smは1.06×1011年の半減期でアルファ崩壊し143Ndとなり、放射年代測定法の一つであるサマリウム-ネオジム法として利用される。
151Smおよび145Smの半減期はそれぞれ90年および340日である。残りの放射性同位体の半減期はいずれも2日未満であり、それらの大部分は48秒未満である。サマリウムはまた5つの核異性体を持ち、最も安定な141mSmで半減期22.6分、次いで143m1Smが66秒、139mSmが10.7秒である。

## 化合物

### 酸化物
サマリウムの最も安定な酸化物はセスキ酸化物であるSm2O3であり、Sm2O3には複数の結晶系のものが存在している。三方晶系のものは溶融させたものを徐冷することによって得られる。Sm2O3の融点は2365 °Cと高いため、直接的な加熱ではなく高周波コイルによる誘導加熱によって溶融される。Sm2O3の単斜晶の結晶は火炎溶融法（ベルヌーイ法）によって結晶成長させることができ、粉末のSm2O3から直径1 cm、最大長さ数cmのブールが得られる。ブールは純粋で格子欠陥などが含まれていなければ透明であるが、そうでなければオレンジ色を呈する。準安定な三方晶のSm2O3を1900 °Cまで加熱すると、より安定な単斜晶に転移する。立方晶のSm2O3もまた研究されている。
サマリウムは一酸化物SmOを形成する数少ないランタノイドの一つである。この黄金の光沢を持つ化合物はSm2O3を金属サマリウムを用いて1000 °C、50 kbar以上の条件下で還元させることによって得られ、圧力が低いと反応は不完全に終わる。SmOは立方晶の塩化ナトリウム型構造を取る。

### 他のカルコゲナイド
サマリウムは硫黄、セレン、テルルと反応し、それぞれ3価の硫化物、セレン化物、テルル化物を形成する。2価のSmS、SmSe、SmTeも知られており、それらはSmOと同様に立方晶の塩化ナトリウム型構造を取る。これらのカルコゲン化物は室温において、圧力を加えることで半導体から金属に変化する性質を有している。SmSeおよびSmTeは20–30 kbarほどの圧力で連続的に変化するが、SmSはわずか6.5 kbarの圧力で急激に変化する。SmSの結晶やフィルムが引っ掻かれたり磨かれたりしたときに、この物性の変化は黒色から明るい黄色という劇的な色の変化を引き起こす。この物性変化によって結晶系は変化しないが、結晶の容積は15%も激減する。圧力から解放されるとSmSは0.4 kbarという非常に低い圧力で半導体に戻り、ヒステリシスを示す。

### ハロゲン化物
金属サマリウムは全てのハロゲンと反応して三ハロゲン化物を与える。
{\displaystyle {\ce {2Sm(s)+3{\mathit {X}}_{2}(g)->2Sm{\mathit {X}}_{3}(s)}}}
これらの三ハロゲン化物は金属サマリウムもしくは金属リチウム、金属ナトリウムと共に700から900 °Cの高温にすることによって更に還元され、二ハロゲン化物を生じる。二ヨウ化物は三ヨウ化物を加熱するか、室温において無水テトラヒドロフランを溶媒として金属サマリウムと1,2-ジヨードエタンを反応させることによっても得ることが出来る。
{\displaystyle {\ce {Sm(s) + ICH2-CH2I -> SmI2 + CH2=CH2}}}
三ハロゲン化物の還元によって生成されるのは二ハロゲン化物に加え、Sm3F7, Sm14F33, Sm27F64, Sm11Br24, Sm5Br11およびSm6Br13のような明瞭な結晶構造を有する多数の不定比ハロゲン化物も生成される。
下記#サマリウム化合物の一覧の表にあるように、サマリウムのハロゲン化物はハロゲン元素の種類によってその結晶系が変わるという、大部分の元素では見られないような珍しい挙動を示す。ハロゲン化サマリウムの多くは1つの化合物に2つの主要な結晶相があり、一方は安定相でもう一方は準安定相である。準安定相は急冷後に加圧もしくは加熱することによって形成される。例えば、単斜晶（安定相）のヨウ化サマリウム(II)を加圧し、圧力を開放することで塩化鉛型結晶構造を有する斜方晶のヨウ化サマリウム(II)（密度：5.90 g/cm3）が得られ、類似の方法によりヨウ化サマリウム(III)の新たな結晶相（密度：5.90 g/cm3）も得られる。

### ホウ化物
酸化サマリウムおよびホウ素の粉末を真空下で焼結させることによっていくつかの相のホウ化サマリウムを含んだ粉末が得られ、サマリウムとホウ素の混合比を調整することで任意の組成の物が得られる。この粉末はアーク溶融もしくはゾーンメルト法によって特定のホウ化サマリウムの大きな結晶とすることができ、溶融、結晶化温度を変えることでそれぞれSmB6 (2580 °C)、SmB4（およそ2300 °C）およびSmB66 (2150 °C) が形成される。これらのホウ化サマリウムは全て硬く脆い暗灰色の固体であり、含まれるホウ素の割合が高くなるほど硬さが増す。二ホウ化サマリウムはこれらの方法で製造するには揮発性すぎるため、安定して結晶成長させるためには高圧（およそ65 kbar）かつ低温（1140から1240 °C）な条件が必要となる。これよりも高温になるとSmB6が優先されて形成する。

#### 六ホウ化サマリウム
六ホウ化サマリウムはSm2+とSm3+のサマリウムイオンが3:7の割合で存在する典型的な中間原子価化合物である。それは典型的な近藤絶縁体（近藤効果参照）に属しており、50 Kを越える高温では近藤金属に特有の強い電子散乱による金属的な電気伝導度を示すのに対し、低温ではおよそ4から14 meVという狭いバンドギャップの非磁性絶縁体としてふるまう。六ホウ化サマリウムの冷却によって引き起こされる金属-絶縁体転移には熱伝導率の急激な増加が伴い、それはおよそ15 Kで最大値を示す。この原因は、低温領域における熱伝導は電子が熱の伝導に貢献しないためフォノンのみが熱伝導の要因となり、フォノンは電子による散乱を受けると熱伝導に寄与できなくなるため熱伝導率が低下するが、近藤効果によって金属から絶縁体へと転移することで電子密度が急激に減少するため電子にフォノンが散乱される割合もそれに伴って急激に減少するため、それまで電子による散乱をうけて熱伝導に寄与できなかったフォノンが熱伝導に寄与できるようになるためである。
新しい研究ではトポロジカル絶縁体となるかもしれないことが示されている。

### 他の無機化合物

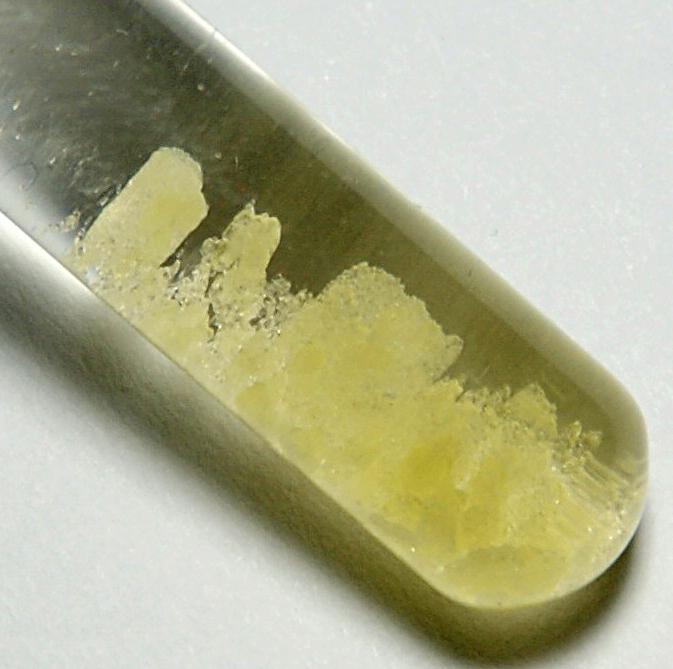
硫酸サマリウム、Sm2(SO4)3

炭化サマリウムはグラファイトと金属サマリウムを混合し、不活性雰囲気下で溶融させることによって得られる。空気中で不安定な物質であるため、研究もまた不活性雰囲気下で行われる。リン化サマリウムSmPはシリコンと同程度のバンドギャップ1.10 eVを示す半導体であり、N型半導体として高い電気伝導度を示す。それはリンと金属サマリウムの混合粉末を石英アンプル中に真空封管し、1100 °Cで焼きなますことによって合成される。リンは高温では非常に揮発性であり爆発の危険があるため、加熱時の昇温ペースは1分間に1 °C以下に保たなければならない。ヒ化サマリウムSmAsも類似の方法で合成されるが、合成温度は1800 °C以上である。
サマリウムの他の二元化合物としては、ケイ素、ゲルマニウム、スズ、鉛、アンチモン、テルルといった第14族元素、第15族元素、第16族元素との化合物が知られており、また多くのグループの元素との間で合金を作る。それらは全て金属サマリウムおよび対応する元素の粉末を混合し、焼きなますことによって得ることができる。そうやって得られた化合物の多くは不定比化合物であり、SmaXb（b / aは0.5から3の間を変化する）という名目上の組成比を持つ。

### 有機金属化合物
サマリウムはシクロペンタジエニド Sm(C5H5)3 およびその塩化物誘導体 Sm(C5H5)2Cl を形成する。それらは塩化サマリウム(III)をシクロペンタジエニルナトリウムとともにテトラヒドロフラン中で反応させることによって得られる。Sm(C5H5)3 は他の大部分のランタノイド元素のシクロペンタジエニル錯体とは異なり、一部の C5H5 が隣接するもう一方のサマリウム原子の方へ頂点や辺のみで結合しハプト数 η1 もしくは η2 の配位をすることで架橋し、それによってポリマー鎖を形成する。塩化物誘導体は二量体を形成し、より正確には (η5-C5H5)2Sm(µ-Cl)2(η5-C5H5)2 と表される。それらの塩素橋は例えばヨウ素や水素、窒素、もしくはシアン化物イオンなどによって置換される。
シクロペンタジエニド・サマリウム中の (C5H5)– イオンはインデニド (C9H7)– もしくはシクロオクタテトラニド (C8H8)2– 環と置換されて Sm(C9H7)3 もしくは KSm(η8-C8H8)2 を形成する。これらの化合物はウラノセンと類似した構造を有する。また、およそ85 °Cで昇華する2価のシクロペンタジエニド Sm(C5H5)2 も存在する。フェロセンとは正反対に、Sm(C5H5)2 中の C5H5 リングは平行でなく45 °傾いている。
サマリウムのアルカンおよびアリール化合物はテトラヒドロフランやエーテル中でメタセシス反応によって得ることができる。
{\displaystyle {\ce {SmCl3 + 3 LiR -> SmR3 + 3 LiCl}}}
{\displaystyle {\ce {Sm(OR)3 + 3 LiCH(SiMe3)2 -> Sm[CH(SiMe3)2]3 + 3 LiOR}}}
ここで {\displaystyle {\ce {R}}} は炭化水素基、 {\displaystyle {\ce {Me}}} はメチル基を表す。

### サマリウム化合物の一覧
| 化学式 | 色   | 結晶系 | 空間群  | No  | ピアソン記号 | a (pm) | b (pm) | c (pm) | Z  | 密度 g/cm3 |
| ------ | ---- | ------ | ------- | --- | ------------ | ------ | ------ | ------ | -- | ---------- |
| Sm     | 銀色 | 三方晶 | R3m     | 166 | hR9          | 362.9  | 362.9  | 2621.3 | 9  | 7.52       |
| Sm     | 銀色 | 六方晶 | P63/mmc | 194 | hP4          | 362    | 362    | 1168   | 4  | 7.54       |
| Sm     | 銀色 | 正方晶 | I4/mmm  | 139 | tI2          | 240.2  | 240.2  | 423.1  | 2  | 20.46      |
| SmO    | 金色 | 立方晶 | Fm3m    | 225 | cF8          | 494.3  | 494.3  | 494.3  | 4  | 9.15       |
| Sm2O3  |      | 三方晶 | P3m1    | 164 | hP5          | 377.8  | 377.8  | 594    | 1  | 7.89       |
| Sm2O3  |      | 単斜晶 | C2/m    | 12  | mS30         | 1418   | 362.4  | 885.5  | 6  | 7.76       |
| Sm2O3  |      | 立方晶 | Ia3     | 206 | cI80         | 1093   | 1093   | 1093   | 16 | 7.1        |
| SmH2   |      | 立方晶 | Fm3m    | 225 | cF12         | 537.73 | 537.73 | 537.73 | 4  | 6.51       |
| SmH3   |      | 六方晶 | P3c1    | 165 | hP24         | 377.1  | 377.1  | 667.2  | 6  |            |
| Sm2B5  | 灰色 | 単斜晶 | P21/c   | 14  | mP28         | 717.9  | 718    | 720.5  | 4  | 6.49       |
| SmB2   |      | 六方晶 | P6/mmm  | 191 | hP3          | 331    | 331    | 401.9  | 1  | 7.49       |
| SmB4   |      | 正方晶 | P4/mbm  | 127 | tP20         | 717.9  | 717.9  | 406.7  | 4  | 6.14       |
| SmB6   |      | 立方晶 | Pm3m    | 221 | cP7          | 413.4  | 413.4  | 413.4  | 1  | 5.06       |
| SmB66  |      | 立方晶 | Fm3c    | 226 | cF1936       | 2348.7 | 2348.7 | 2348.7 | 24 | 2.66       |
| Sm2C3  |      | 立方晶 | I43d    | 220 | cI40         | 839.89 | 839.89 | 839.89 | 8  | 7.55       |
| SmC2   |      | 正方晶 | I4/mmm  | 139 | tI6          | 377    | 377    | 633.1  | 2  | 6.44       |
| SmF2   | 紫色 | 立方晶 | Fm3m    | 225 | cF12         | 587.1  | 587.1  | 587.1  | 4  | 6.18       |
| SmF3   | 白色 | 斜方晶 | Pnma    | 62  | oP16         | 667.22 | 705.85 | 440.43 | 4  | 6.64       |
| SmCl2  | 褐色 | 斜方晶 | Pnma    | 62  | oP12         | 756.28 | 450.77 | 901.09 | 4  | 4.79       |
| SmCl3  | 黄色 | 六方晶 | P63/m   | 176 | hP8          | 737.33 | 737.33 | 416.84 | 2  | 4.35       |
| SmBr2  | 褐色 | 斜方晶 | Pnma    | 62  | oP12         | 797.7  | 475.4  | 950.6  | 4  | 5.72       |
| SmBr3  | 黄色 | 斜方晶 | Cmcm    | 63  | oS16         | 404    | 1265   | 908    | 2  | 5.58       |
| SmI2   | 緑色 | 単斜晶 | P21/c   | 14  | mP12         |        |        |        |    |            |
| SmI3   | 橙色 | 三方晶 | R3      | 63  | hR24         | 749    | 749    | 2080   | 6  | 5.24       |
| SmN    |      | 立方晶 | Fm3m    | 225 | cF8          | 357    | 357    | 357    | 4  | 8.48       |
| SmP    |      | 立方晶 | Fm3m    | 225 | cF8          | 576    | 576    | 576    | 4  | 6.3        |
| SmAs   |      | 立方晶 | Fm3m    | 225 | cF8          | 591.5  | 591.5  | 591.5  | 4  | 7.23       |

## 歴史
1879年にポール・ボアボードランによってサマルスキー石から発見された。

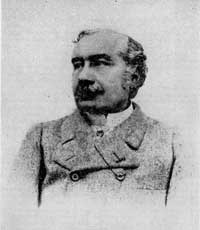
サマリウムの発見者、ポール・ボアボードラン

ロシアのウラル山脈南部に位置するイリメニ山脈のミアスでワシーリー・サマルスキー＝ビホヴェッツが新鉱物を発見し、ロシアの鉱山技術部隊のチーフスタッフであったサマルスキーはドイツの鉱物学者のグスタフ・ローゼおよびハインリヒ・ローゼの兄弟に対して研究のため鉱物標本の利用許可を与えた。1847年にハインリヒ・ローゼはサマルスキーへの献名としてその鉱物をサマルスキー石 (Samarskite, (Y,Ce,U,Fe)3(Nb,Ta,Ti)5O16) と命名した。1879年にフランスの化学者であるポール・ボアボードランはパリでサマルスキー石からサマリウムを酸化物や水酸化物の形で単離し、強い吸収線スペクトルによってそれが新しい元素であることを確認した。サマリウムを含むいくつかの希土類元素の発見は19世紀後半に複数の化学者によって発表されたが、ほとんどの情報源においてボアボードランを一番初めの発見者としている。例えば1878年にスイスの化学者であるマルク・ドラフォンテーヌによって新しい元素としてdecipium（ラテン語で「あてにならない」「紛らわしい」を意味するdecipiensに由来する）が発表されたが、1880年後半から1881年にかけてそれがボアボードランが発見したサマリウムを含むいくつかの元素の混合物であることが証明されている。また、ボアボードランが単離したサマリウムも純粋なものではなく相当量のユウロピウムが含まれていた事も判明しており、純粋なサマリウムはユウロピウムの発見者であるウジェーヌ・ドマルセーによって1901年に得られた。
ボアボードランはこの新しい元素をサマリアと呼んだが後に他の元素の命名則に合わせてサマリウムとなり、サマリアという名称はジルコニアやアルミナ、セリア、ホルミアなどのように酸化サマリウムを言及するための名称としてしばしば利用されている。サマリウムの元素記号としてはSmが提案されたが、1920年代頃まではSaが多用されていた。サマリウムの名称は鉱石の発見者であるサマルスキーの名前が元素名の由来となっており、サマルスキーは人物名が元素名の由来となった初めての人物である。
1950年代にイオン交換による分離技術が出現する以前には、純粋な形でのサマリウムの商業的用途は存在しなかった。しかしネオジムの分別結晶化精製の副産物として生じるサマリウムとガドリニウムの混合物は、それを製造していた会社にちなんで"Lindsay Mix"と名付けられ、初期の原子炉のいくつかで核制御棒として使用された。今日では、これに類似した製品は"サマリウム-ユウロピウム-ガドリニウム" (SEG) と呼ばれている。それはバストネサイト（もしくはモナズ石）から分離されるランタノイドの混合物から溶媒抽出法によって製造される。ランタノイドはより重いものほど溶媒との親和性が高いため、それらは比較的少量の溶媒で容易に抽出される。バストネサイトを処理する全ての希土類製造者が元の鉱石のわずか1～2%を占めるにすぎないSEGの各構成元素をさらに分離するために十分な規模の設備を持つわけではなく、そのような生産者は専門的な処理業者に売却する目的でSEGを製造している。SEGからは蛍光体メーカーが利用する高価なユウロピウムが回収できる。2012年現在サマリウムは供給過剰であり、酸化サマリウムの価格は鉱石中に含まれるサマリウムの相対的な存在量から予測されるよりも安価に供給されている。
サマリウムを主成分とする鉱物としては、サマリウムフローレンス石（Florencite-(Sm)）、サマリウムモナズ石（Monazite-(Sm)）、サマリウム褐簾石（Allanite-(Sm)）の3種が認定されている。
2025年4月、アメリカ合衆国は、中国を含む対米貿易赤字額が大きい国・地域に相互関税を賦課すると発表。これに中国は、サマリウムを含む一部の中・重希土類の輸出規制を持ち出して対抗した。

## 存在と生産
サマリウムは地殻中において40番目に多く含まれる元素であり、その濃度は平均およそ8 ppm（百万分の1）である。その存在量はランタノイドの中では5番目であり、スズのような元素よりもありふれた元素である。土壌中のサマリウム濃度は2から22 ppmであり、海水中の濃度は0.5から0.8 ppt（1兆分の1）である。環境中のサマリウムの移動はその化学的状態に強く依存し、非常に不均一である。土壌中においてサマリウムは砂粒子の表面に付着しやすく、間隙水（土壌中において砂の粒子の間で保持される水）中のサマリウム濃度と比較して200倍以上も高く、粘土質な土壌においては1000倍におよぶ。
サマリウムの単体は自然には産出しないが、他の希土類元素と同様にモナズ石やバストネサイト、セル石、ガドリン石、サマルスキー石など多くの鉱物中に含まれる。サマリウム源として商業的に利用されるものの大部分はモナズ石およびバストネサイトであり、モナズ石中のサマリウム濃度は最高2.8% である。サマリウムの埋蔵量は全世界でおよそ200万トンと推定されており、それらの大部分は中国、アメリカ合衆国、ブラジル、インド、スリランカおよびオーストラリアに存在している。2001年頃のサマリウムの年間生産量は酸化サマリウムとしておよそ700トン。サマリウムの原料となる希土類鉱石の2014年の生産量は中国が最も大規模で年間9万5000トンであった。それにアメリカの7000トン、インドの3000トン、オーストラリアおよびロシアの2500トン、タイの1100トンと続いており、その他マレーシアやベトナムでも小規模な生産が行われている。2012年における酸化サマリウムのキロ単価は62ドルであり、ランタノイド酸化物の中でもセリウム、ランタンに次いで安価な元素である。
サマリウムをおよそ1%含有する希土類元素混合物であるミッシュメタルが長い間利用されて来たのに対して、比較的純粋なサマリウムはイオン交換法や溶媒抽出法、電気化学的析出法などによって近年単離されるようになったばかりである。金属サマリウムは、しばしば塩化サマリウム(III)を塩化ナトリウムもしくは塩化カルシウムとともに溶融塩電解することによって得られる。サマリウムはまた、酸化サマリウムを金属ランタンで還元させることによっても得られる。この生成物にはランタンが含まれるため、サマリウムの沸点が1794 °C、ランタンの沸点が3464 °Cであることを利用して蒸留によって分離される。
サマリウム-151はウランの核分裂反応によって生成され、その生成割合は全分裂反応の内のおよそ0.4%である。それはまたサマリウム-149の中性子捕獲によっても生成され、原子炉の制御棒に加えられる。そのため、サマリウム-151は使用済み核燃料および放射性廃棄物に含まれる。

## 用途

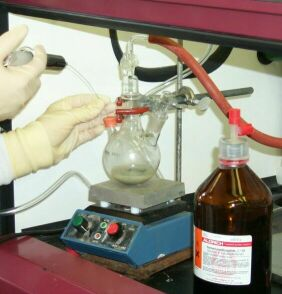
SmI2を用いたバルビエ反応

### サマリウムコバルト磁石
サマリウムの最も重要な用途の一つはサマリウムコバルト磁石であり、それはSmCo5もしくはSm2Co17の組成を持つ金属間化合物である。フェライト磁石の1000倍の磁力を有しネオジム磁石に次いで強力な磁石として利用される。ネオジム磁石の方が価格が安く性能もよいが、ネオジム磁石のキュリー温度（磁性がなくなる温度）が300から400 °Cであるのに対してサマリウムコバルト磁石のキュリー温度は約700 °Cと高いため、高温で使用する用途などで使われている。またサマリウムコバルト磁石は、コンピューターのハードディスク、電気自動車やコンプレッサー用のモーター、永久磁石同期電動機、音響機器のスピーカーやヘッドホン、携帯電話、スマートフォン、風力発電等の幅広い用途でも使用されている。

### 触媒、試薬
サマリウムおよびその化合物のもう一つの重要な用途は触媒および試薬である。サマリウム触媒はポリ塩化ビフェニル (PCBs) のような汚染物質を脱塩素化して分解したり、エタノールの脱水および脱水素化反応を促進したりする。トリフルオロメタンスルホナトサマリウム (Sm(CF3SO3)3, (Sm(OTf)3) はハロゲンを促進剤とするアルケンのフリーデル・クラフツ反応において最も効果的なルイス酸触媒の一つである。
サマリウムにヨウ素を作用させて得られるヨウ化サマリウム(II) (SmI2) は一般的な還元剤として用いられる。例えば脱スルホニル反応のような有機合成におけるカップリング試薬や環化反応、ダニシェフスキー、桑島、向山、ホルトンなどによるタキソール全合成、ストリキニーネ全合成、バルビエ反応、モリブデン触媒を用いたアンモニア合成、その他ヨウ化サマリウム(II)による還元反応などが挙げられる。
通常、酸化物の形でサマリウムは赤外線の吸収を増加させるために陶器やガラスに添加される。また、ミッシュメタルの非主要な構成元素として、ライターやトーチランプを点火するための火打石に用いられる。その他、酸化サマリウムから作られるセラミックス材料は電子材料としてコンデンサーや誘電体に用いられるほか、自動車の排気ガス浄化用等、触媒の材料としても注目されている。

サマリウム (153Sm) レキシドロナムの化学構造

放射性同位体の153Smは46.3時間の半減期でベータ粒子を放出するβ放射体である。それは肺癌、前立腺癌、乳癌および骨肉腫において癌細胞を殺すのに用いられる。この目的のため、153Smはエチレンジアミンテトラメチレンホスホン酸 (EDTMP) とキレート錯体を形成させて静脈注射される。153Smをキレート化することによって、放射性サマリウムが体内に蓄積して過剰に被曝することで新たな癌細胞が発生するのを防ぐことができる。対応する薬は、サマリウム (153Sm) レキシドロナムおよびその登録商標であるクアドラメットを含む複数の名称を有している。
149Smは中性子捕獲によって41,000 バーンという高い衝突断面積を有しているため、原子炉の制御棒に用いられる。ホウ素やカドミウムといった他の競合する材料に対する利点は、149Smの核融合および核崩壊生成物の大部分が良好な中性子吸収材であるサマリウムの他の同位体であり、中性子の吸収が安定しているという点にある。例えば151Smの衝突断面積は15,000 バーン、150Sm、152Smおよび153Smの衝突断面積は3桁オーダーであり、各同位体の混合物である自然中のサマリウムの衝突断面積は6,800 バーンである。原子炉中の崩壊生成物である149Smは原子炉の設計と運用において135Xeに次いで2番目に重要であると考えられている。

### 非商業的、潜在的用途
サマリウムをドープしたフッ化カルシウムは初期の固体レーザーの一つにおいて能動媒質として用いられ、それは1960年代初期にIBM研究所で色素レーザーの共同開発者であるピーター・ソローキンおよびミレク・スティーヴンソンによって設計、製造された。このサマリウムレーザーは波長708.5 nmの赤色光を放った。それは液体ヘリウムによって冷却する必要があったため、実用的な用途が見つけられなかった。
もう一つのサマリウムを用いたレーザーは10 nmよりも短い波長で動作する、初めての飽和X線レーザーとなった。それは波長7.3 nmおよび6.8 nmでパルス幅50ピコ秒のレーザーを発し、ホログラフィー、生物試料の高分解能顕微鏡法、デフレクトメトリ、干渉法および、閉じ込め核融合や天文物理学に関連した高密度プラズマのX線撮影などの用途に適している。飽和動作は取り得る最大のエネルギーがレーザー媒体から取り出されることを意味しており、その結果3 mJの高ピークエネルギーを示す。能動媒質はサマリウム被覆ガラスにNd:YAGレーザー（波長1.05 μm以上）を照射することで生成するサマリウム・プラズマである。
硫化サマリウム (SmS) やセレン化サマリウム (SmSe) などのサマリウムのモノカルコゲナイドは圧力変化に伴って電気抵抗が変化する性質を有しているため、圧力センサーやメモリデバイスに用いることが可能であり、そのようなデバイスは商業的に開発されている。硫化サマリウムはまた、およそ150 °Cの穏やかな加熱に伴って電圧を生じるため、熱電変換素子として利用することもできる。
サマリウムとネオジムの同位体元素147Sm、144Ndおよび143Ndのそれぞれの相対濃度比の分析によって、岩石や隕石の年代を測定することができる（サマリウム-ネオジム法）。サマリウムとネオジムは共にランタノイドであり類似した理化学的特性を有している。そのため、これら年代決定の目印となる元素が地質学的なプロセスに影響を受けて分離されるようなことがないか、分離されたとしても十分な知見があり関連元素のイオン半径からモデル化することが可能である。

## 生理作用
金属サマリウムは人体内における生物学的な役割を持たない。サマリウム塩類は代謝を促進するが、それが純粋にサマリウムの影響であるのか、もしくは共存する他の希土類元素の影響なのかは不明である。成人の体内に含まれるサマリウムの総量はおよそ50 μgであり、その大部分は肝臓および腎臓に存在しており、血液中に溶存しているサマリウム濃度はおよそ8 μg/Lである。植物はサマリウムを吸収せず測定可能な濃度にまで蓄積されることがないため、サマリウムは通常人間の食事には含まれない。しかしながら、少数の植物や野菜は最大1 ppmのサマリウムを含む可能性がある。サマリウムの不溶性塩類は非毒性であり、溶解性のものはわずかに毒性を示す。
サマリウム塩が摂取された際にはその内のわずか0.05%のみが血液中に吸収され、残りは排出される。血液からは45%が肝臓、45%が骨の表面へと運ばれて10年間残存し、残りの10%は排出される。

## 関連文献
- 柳田玲子、井深俊郎「金属サマリウムを利用する合成反応の開発」『有機合成化学協会誌』第58巻第6号、有機合成化学協会、2000年、597-605頁、doi:10.5059/yukigoseikyokaishi.58.597。